# Агно (кантон)
Агно́ (фр. Canton de Haguenau) — кантон на северо-востоке Франции в регионе Гранд-Эст (бывший Эльзас — Шампань — Арденны — Лотарингия), департамент Нижний Рейн. До 2015 года входил в состав округа Агно. После модификации, проведённой в результате административной реформы в январе 2015 года, кантон входит в состав округа Агно-Висамбур, а количество коммун в его составе с марта 2015 года уменьшилось с 16 до 14-ти.
По закону от 17 мая 2013 и декрету от 18 февраля 2014 года количество кантонов в департаменте Нижний Рейн уменьшилось с 44 до 23. Новое территориальное деление департаментов на кантоны вступило в силу во время выборов 2015 года.
Начиная с выборов в марте 2015 года, советники избираются по смешанной системе (мажоритарной и пропорциональной). Избиратели каждого кантона выбирают Совет департамента (новое название генерального Совета): двух советников разного пола. Этот новый механизм голосования потребовал перераспределения коммун по кантонам, количество которых в департаменте уменьшилось вдвое с округлением итоговой величины вверх до нечётного числа в соответствии с условиями минимального порога, определённого статьёй 4 закона от 17 мая 2013 года. В результате пересмотра общее количество кантонов департамента Нижний Рейн в 2015 году уменьшилось с 44-х до 23-х.
Советники департаментов избираются сроком на 6 лет. Выборы территориальных и генеральных советников проводят по смешанной системе: 80 % мест распределяется по мажоритарной системе и 20 % — по пропорциональной системе на основе списка департаментов. В соответствии с действующей во Франции избирательной системой для победы на выборах кандидату в первом туре необходимо получить абсолютное большинство голосов (то есть больше половины голосов из числа не менее 25 % зарегистрированных избирателей). В случае, когда по результатам первого тура ни один кандидат не набирает абсолютного большинства голосов, проводится второй тур голосования. К участию во втором туре допускаются только те кандидаты, которые в первом туре получили поддержку не менее 12,5 % от зарегистрированных и проголосовавших «за» избирателей. При этом, для победы во втором туре выборов достаточно простого большинства (побеждает кандидат, набравший наибольшее число голосов).

## Консулы кантона
| Период      | Консул          | Должность                         |
| ----------- | --------------- | --------------------------------- |
| 1945 — 1951 | M. Wendling     | Мэр коммуны Швегуз-сюр-Модер      |
| 1951 — 1970 | Pierre Pflimlin | Мэр коммуны Страсбург (1959—1983) |
| 1970 — 1976 | Frédéric North  | Мэр коммуны Агно (1961—1971)      |
| 1976 — 1988 | André Traband   | Мэр коммуны Агно (1971—1989)      |
| 1988 — 2015 | Jean-Paul Wirth | Вице-президент Генконсульства     |

После реформы 2015 года консулов избирают парами:
| Консулы кантона после реформы 2015 года: | Консулы кантона после реформы 2015 года: | Консулы кантона после реформы 2015 года: | Консулы кантона после реформы 2015 года: |
| Период                                   | Пара консулов                            | Статус                                   | Должность                                |
| ---------------------------------------- | ---------------------------------------- | ---------------------------------------- | ---------------------------------------- |
| 2015 — 2021                              | Isabelle Dollinger                       | LR                                       | Мэр коммуны Батсендорф                   |
| 2015 — 2021                              | André Erbs                               | DVD                                      | Заместитель мэра коммуны Агно            |

## Географическое положение
Кантон граничит на севере с кантонами Вёрт и Сульц-су-Форе округа Висамбур, на востоке с кантоном Бишвиллер, на юге и юго-западе с кантонами Брюмат и Ошфельден округа Страсбур-Кампань и на северо-западе с кантоном Нидербронн-ле-Бен.

## История
Кантон был основан 4 марта 1790 года в ходе учреждения департаментов как часть бывшего «района Висамбур». С созданием округов 17 февраля 1800 года, кантон по-новому переподчинён, как часть округа Страсбург.
В составе Германской империи с 1871 по 1919 год не было разбивки на кантоны и не существовало округа Агно, а была единая имперская провинция Эльзас-Лотарингии без разбиений на города и общины.
С 28 июня 1919 года был образован кантон Агно в составе округа Агно.
С 1940 по 1945 год территория была оккупирована гитлеровской Германией.
В марте 2015 года кантон модифицирован в результате административной реформы, две коммуны переданы в состав кантонов Бишвиллер и Брюмат, сам кантон оказался в составе нового округа Агно-Висамбур.

Расположение муниципалитетов в кантоне Агно

## Состав кантона
До 2015 года кантон включал в себя 16 коммун:
| Код INSEE | Коммуна          | Французское название   | Почтовый индекс | Площадь, км² | Население (2013) | Плотность, чел/км² |
| --------- | ---------------- | ---------------------- | --------------- | ------------ | ---------------- | ------------------ |
| 67023     | Батсендорф       | Batzendorf             | 67500           | 6,74         | 963              | 142,9              |
| 67035     | Берстайм         | Berstheim              | 67170           | 3,09         | 417              | 135                |
| 67087     | Доендорф         | Dauendorf              | 67350           | 7,63         | 1453             | 190,4              |
| 67180     | Агно             | Haguenau               | 67500           | 182,59       | 34419            | 188,5              |
| 67203     | Ошстет           | Hochstett              | 67170           | 2,13         | 324              | 152,1              |
| 67215     | Юттендорф        | Huttendorf             | 67270           | 4,4          | 492              | 111,8              |
| 67230     | Кальтенуз        | Kaltenhouse            | 67240           | 3,72         | 2220             | 596,8              |
| 67304     | Моршвиллер       | Morschwiller           | 67350           | 4,62         | 598              | 129,4              |
| 67331     | Нидершеффольсайм | Niederschaeffolsheim   | 67500           | 6,24         | 1372             | 219,9              |
| 67359     | Олюнген          | Ohlungen               | 67590           | 8,39         | 1312             | 156,4              |
| 67458     | Швегуз-сюр-Модер | Schweighouse-sur-Moder | 67590           | 9,91         | 4931             | 497,6              |
| 67497     | Юльвиллер        | Uhlwiller              | 67350           | 7,46         | 702              | 94,1               |
| 67510     | Валенайм         | Wahlenheim             | 67170           | 2,55         | 367              | 143,9              |
| 67523     | Ветбрук          | Weitbruch              | 67500           | 15,11        | 2789             | 184,6              |
| 67540     | Вентерсуз        | Wintershouse           | 67590           | 3,66         | 905              | 247,3              |
| 67546     | Виттерсайм       | Wittersheim            | 67670           | 7,05         | 599              | 85,0               |

После административной реформы площадь кантона — 256,46 км², население — 48 854 человека (по данным INSEE, 2013), плотность населения — 190 чел/км². В составе кантона осталось 14 коммун, коммуна Ветбрук передана в состав кантона Брюмат, а коммуна Кальтенуз — в состав кантона Бишвиллер.
С марта 2015 года в составе кантона 14 коммун:
| Код INSEE | Коммуна          | Французское название   | Почтовый индекс | Площадь, км² | Население (2013) | Плотность, чел/км² |
| --------- | ---------------- | ---------------------- | --------------- | ------------ | ---------------- | ------------------ |
| 67023     | Батсендорф       | Batzendorf             | 67500           | 6,74         | 963              | 142,9              |
| 67035     | Берстайм         | Berstheim              | 67170           | 3,09         | 417              | 135                |
| 67087     | Доендорф         | Dauendorf              | 67350           | 7,63         | 1453             | 190,4              |
| 67180     | Агно             | Haguenau               | 67500           | 182,59       | 34419            | 188,5              |
| 67203     | Ошстет           | Hochstett              | 67170           | 2,13         | 324              | 152,1              |
| 67215     | Юттендорф        | Huttendorf             | 67270           | 4,4          | 492              | 111,8              |
| 67304     | Моршвиллер       | Morschwiller           | 67350           | 4,62         | 598              | 129,4              |
| 67331     | Нидершеффольсайм | Niederschaeffolsheim   | 67500           | 6,24         | 1372             | 219,9              |
| 67359     | Олюнген          | Ohlungen               | 67590           | 8,39         | 1312             | 156,4              |
| 67458     | Швегуз-сюр-Модер | Schweighouse-sur-Moder | 67590           | 9,91         | 4931             | 497,6              |
| 67497     | Юльвиллер        | Uhlwiller              | 67350           | 7,46         | 702              | 94,1               |
| 67510     | Валенайм         | Wahlenheim             | 67170           | 2,55         | 367              | 143,9              |
| 67540     | Вентерсуз        | Wintershouse           | 67590           | 3,66         | 905              | 247,3              |
| 67546     | Виттерсайм       | Wittersheim            | 67670           | 7,05         | 599              | 85,0               |